# Luke Wilson
Pour les articles homonymes, voir Wilson.
Luke Wilson est un acteur, réalisateur et scénariste américain, né le 21 septembre 1971 à Dallas (Texas).
Il est le frère des acteurs Owen et Andrew Wilson.

## Biographie
Luke Wilson est né le 21 septembre 1971 à Dallas (Texas). Ses frères, Owen et Andrew Wilson sont également acteurs.
Il commence sa carrière d'acteur en 1993 dans le court-métrage Bottle Rocket, réalisé par Wes Anderson, dans lequel il partage l'affiche avec son frère Owen Wilson. Il joue ensuite dans le long-métrage du même nom basé sur le court-métrage, également réalisé par Anderson, sorti en 1996. Après une courte apparition (caméo) dans Scream 2 de Wes Craven, il est la tête d'affiche de Flic de haut vol où il joue les gros bras aux côtés de Martin Lawrence. Dans Committed (en) il interprète Carl, l'amoureux transi de Heather Graham, avant d'être le petit ami de Cameron Diaz en 2000 dans Charlie et ses drôles de dames.
En 2001, sa carrière s'accélère. Il est à l'affiche de La Revanche d'une blonde, où il joue un chasseur de tête déguisé en candide étudiant, envoyé par un cabinet d'avocat dans une université afin de repérer de futurs associés. En 2002, il apparaît dans La Famille Tenenbaum où il joue le rôle de Richie, un ancien joueur de tennis en dépression. Dans la comédie Une soirée parfaite, il joue un jeune gentleman, célibataire depuis trop longtemps qui fait tout pour briser sa période de jachère sexuelle.
Après avoir tourné les deux suites Charlie's Angels : Les Anges se déchaînent ! et La blonde contre-attaque en 2003, Luke Wilson tourne aux côtés de la Belge Cécile de France dans Le Tour du monde en 80 jours de Frank Coraci. Deux ans après on le retrouve dans le quatuor amoureux d’Esprit de famille (de Thomas Bezucha) composé de Sarah Jessica Parker, Claire Danes, Dermot Mulroney, Rachel McAdams, Diane Keaton et de lui-même.

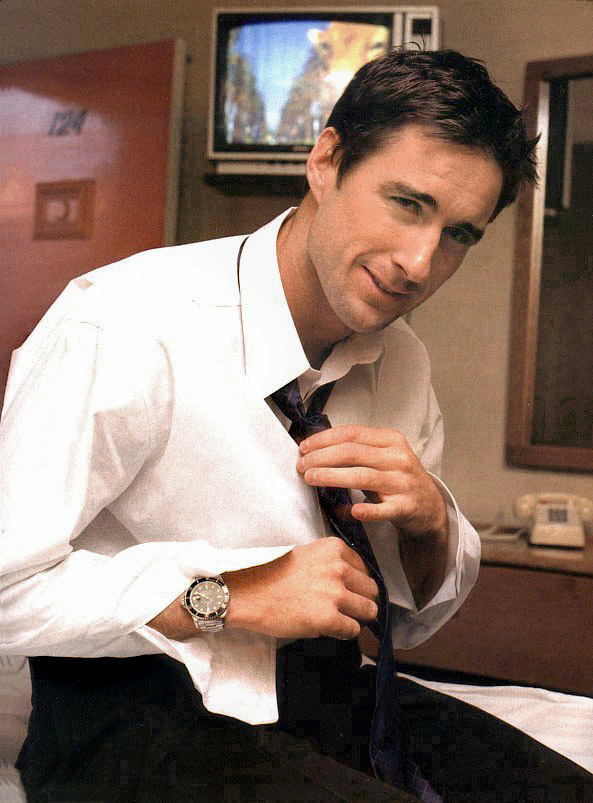
L'acteur en 2003

Il fait des apparitions épisodiques dans la série That '70s Show où il joue le frère de Kelso, Casey Kelso et également dans le film Jackass: Number Two et on le retrouve par la même occasion en guest star dans l'épisode 3 de la saison 1 de la série Entourage.
En 2005, il s'attire les foudres de la super-héroïne Uma Thurman dans Ma super ex, comédie romantique d'Ivan Reitman avant d'emmener la comédie futuriste de Mike Judge Idiocracy.
En 2007, bien qu'ayant tourné quelques rôles à contre-emploi, il change de registre en incarnant l'époux de Kate Beckinsale aux prises avec des tueurs maniaques d'un motel miteux dans Motel et fait un détour dans le western 3 h 10 pour Yuma, avant de revenir à la comédie avec Tenure (en) et Panique aux funérailles. Il obtient également le premier rôle dans le film Blonde Ambition, qui est considéré comme brillant et culte pour son écriture, ainsi que pour les nombreuses références qu’il contient,,,,,.
Il fait partie du Frat Pack, regroupant les acteurs comiques hollywoodiens du moment, comme Ben Stiller, Will Ferrell, Vince Vaughn, Steve Carell et son frère Owen Wilson.

## Filmographie

### Comme acteur

#### Cinéma
- 1996 : Bottle Rocket de Wes Anderson : Anthony Adams
- 1997 : Bongwater de Richard Sears : David
- 1997 : Telling Lies in America de Guy Ferland : Henry
- 1997 : Best Men de Tamra Davis : Jesse Reilly
- 1997 : Scream 2 de Wes Craven : Billy
- 1998 : Méli-Mélo (Home Fries) de Dean Parisot : Dorian Montier
- 1998 : Rushmore de Wes Anderson : Dr Peter Flynn
- 1998 : Réservé aux chiens (Dog Park) de Bruce McCulloch : Andy
- 1999 : Kill the Man de Tom Booker et Jon Kean : Stanley Simon
- 1999 : Flic de haut vol (Blue Streak) de Les Mayfield : Carlson
- 2000 : Mon chien Skip (My Dog Skip) de Jay Russell : Dink Jenkins
- 2000 : Charlie et ses drôles de dames (Charlie's Angels) de McG : Pete Komisky
- 2000 : Committed (en) de Lisa Krueger : Carl
- 2000 : Preston Tylk de Jon Bokenkamp : Preston Tylk
- 2001 : La Revanche d'une blonde (Legally Blonde) de Robert Luketic : Emmett Richmond
- 2001 : L'Entre-mondes (Soul Survivors) de Stephen Carpenter : Jude
- 2001 : La Famille Tenenbaum (The Royal Tenenbaums) de Wes Anderson : Richie Tenenbaum
- 2002 : Une soirée parfaite (The Third Wheel) de Jordan Brady : Stanley
- 2003 : Masked and Anonymous de Larry Charles : Bobby Cupid
- 2003 : Retour à la fac (Old School) de Todd Phillips : Mitch Martin
- 2003 : Alex et Emma (Alex and Emma) de Rob Reiner : Alex Sheldon / Adam Shipley
- 2003 : Charlie's Angels : Les Anges se déchaînent ! (Charlie's Angels: Full Throttle) de McG : Pete
- 2003 : La blonde contre-attaque (Legally Blonde 2 : Red, White and Blonde) : Emmett Richmond
- 2004 : Le Tour du monde en 80 jours (Around the World in 80 Days) de Frank Coraci : Orville Wright
- 2004 : Présentateur vedette : la légende de Ron Burgundy (Anchorman : The Legend of Ron Burgundy) d'Adam McKay : Frank Vitchard
- 2005 : Mini's First Time de Nick Guthe : John Garson
- 2005 : The Wendell Baker Story d'Andrew et Luke Wilson : Wendell Baker
- 2005 : Esprit de famille (The Family Stone) de Thomas Bezucha : Ben Stone
- 2006 : Ma super ex (My Super Ex-Girlfriend) d'Ivan Reitman : Matt Saunders
- 2006 : Hoot de Wil Shriner : Delinko
- 2007 : Motel (Vacancy) de Nimród Antal : David Fox
- 2007 : Les Rois du patin (Blades of Glory) de Josh Gordon et Will Speck : le conseiller
- 2007 : Idiocracy de Mike Judge : Joe Bowers
- 2007 : You Kill Me de John Dahl : Tom
- 2007 : 3h10 pour Yuma (3:10 to Yuma) de James Mangold : Zeke
- 2007 : Blonde Ambition de Scott Marshall : Ben
- 2008 : Henry Poole (Henry Poole Is Here) de Mark Pellington : Henry Poole
- 2009 : Middle Men de George Gallo : Jack Harris
- 2009 : Tenure (en) de Mike Million : Charlie Thurber
- 2010 : Panique aux funérailles (Death at a Funeral) de Neil LaBute : Derek
- 2012 : Rencontre avec le mal (Meeting Evil) de Chris Fisher : John
- 2014 : The Skeleton Twins de Craig Johnson : Lance
- 2014 : Comment séduire une amie (Playing It Cool) de Justin Reardon : Samson
- 2015 : Ride d'Helen Hunt : Ian
- 2015 : Dans la brume du soir (Meadowland) de Reed Morano : Phil
- 2015 : The Ridiculous 6 de Frank Coraci : Danny
- 2016 : Seul contre tous (Concussion) de Peter Landesman : Roger Goodell
- 2016 :  Outlaws and Angelsde JT Mollner
- 2016 : Approaching the Unknown de Mark Elijah Rosenberg : Louis « Skinny » Skinner
- 2016 : Dear Eleanor de Kevin Connolly : le père d'Eleanor
- 2017 : Brad's Status de Mike White : Jason Hatfield
- 2019 : Guest of Honour d'Atom Egoyan : Le père Greg
- 2019 : Berlin, I Love You : Burke Linz
- 2019 : Le Chardonneret (The Goldfinch ) de John Crowley : Larry Decker
- 2019 : Retour à Zombieland (Zombieland : Double Tap) de Ruben Fleischer : Albuquerque
- 2020 : Tous Nos Jours Parfaits (All the Bright Places) de Brett Haley : James
- 2020 : The Swing of Things de Matt Shapira : Lance
- 2020 : Bobbleheads : The Movie de Kirk Wise : Earl (voix)
- 2021 : 12 Mighty Orphans de Ty Roberts : Rusty Russell
- 2021 : The Cleaner de Erin Elders : Jim Russell
- 2022 : Gasoline Alley d'Edward John Drake : détective Vargas
- 2022: Une vie ou l'autre (Look Both Ways) de Wanuri Kahiu
- 2023 : Miranda's Victim de Michelle Danner : Lawrence Turoff
- 2023 : Merry Little Batman de Mike Roth : Batman (voix)
- 2024 : Horizon : Une saga américaine, chapitre 1 (Horizon: An American Saga – Chapter 1) de Kevin Costner : Matthew Van Weyden
- 2024 : Horizon : Une saga américaine, chapitre 2 (Horizon: An American Saga – Chapter 2) de Kevin Costner : Matthew Van Weyden

#### Télévision
- 1998 : X-Files : Aux frontières du réel (X-Files) : Shérif Hartwell
- 2002 / 2004 - 2005 : That '70s Show : Casey Kelso
- 2004 : Entourage : lui-même
- 2011 - 2013 : Enlightened : Levi, l'ex-mari d'Amy
- 2016 : Roadies : Bill
- 2020 - 2021 : Stargirl : Pat Dugan / S.T.R.I.P.E.
- 2022 - : Appel d'urgence US : présentateur (diffusion en Belgique, sur RTL)
- 2024 - Derrière la façade ( No Good Deed ) : JD Campbell

### Comme réalisateur ( No Good Deed)
- The Wendell Baker Story

### Comme scénariste
- 2005 : The Wendell Baker Story

## Voix francophones
En France, Philippe Valmont est la voix régulière de Luke Wilson.
Au Québec, l'acteur est principalement doublé par Antoine Durand.